# August Puig i Bosch
August Puig i Bosch   (Barcelona, 1 d'abril de 1929 - Girona, 25 d'octubre de 1999) fou un pintor i gravador català. Inicialment va rebre les influències del fauvisme, del cubisme i de la pintura de Paul Klee, Kandinski i Joan Miró.
Malgrat que la seva marxa a París va provocar un allunyament de la que seria l'esfera d'influència del grup Dau al Set, la seva obra presenta clares afinitats amb els artistes d'aquest grup.
D'ençà del període parisenc, la seva pintura tendí a fondre els motius surrealistes amb l'abstracció informal, fins a arribar a donar total predomini a les aigües i taques acolorides que caracteritzen la seva aportació, molt original dins l'expressionisme abstracte. Les contorsions plàstiques dels colors i les formes aconsegueixen de crear un espai amb etèries i gairebé líquides masses fluctuants, gràcies a la particular tècnica emprada, amb tintes d'empremta. La seva obra, alhora subtil i intensa, configura un món poètic i misteriós, normalment de colors freds, d'una poderosa originalitat cromàtica i formal.

## Biografia
Neix a Barcelona l'1 d'abril de 1929. El seu pare, Lluís Puig Barella, era professor de dibuix i color a l'Escola del Treball, i pintor. La infantesa d'August Puig va estar marcada per la Guerra Civil i la posterior condemna a mort del seu oncle, alt funcionari de la Generalitat republicana.
Es familiaritza amb els clàssics i amb la música en l'entorn familiar; on, alhora, descobreix, a banda dels grans mestres de la pintura europea, Modigliani, Picasso i Torres-Garcia; i on troba la revista D'Ací i d'Allà. També visita sovint el Museu d'Art Romànic de Catalunya.

A quinze anys, manifesta la seva voluntat de deixar els estudis per dedicar-se a la pintura. A través del seu pare, es relaciona amb Joan Miró, Joan Brossa i Arnau Puig. L'any 1945, es matricula a l'Institut Francès de Barcelona, on Pierre Vilar i Pierre Deffontaines l'animaran en la seva carrera artística.

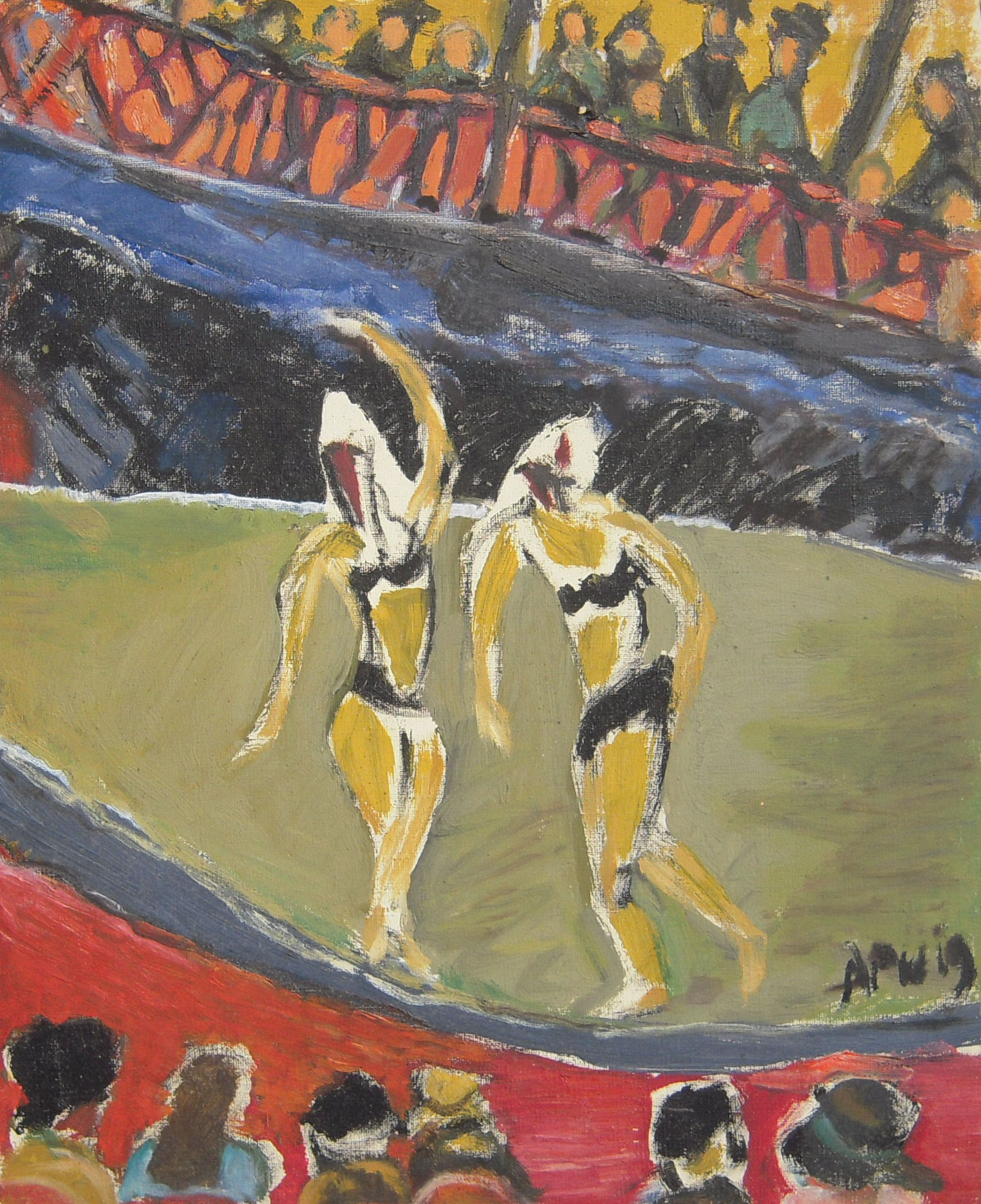
46,5 cm x 37,5 Oli sobre tela.

El 1946 i amb Joan Ponç, Pere Tort i Francesc Boadella, participa en l'exposició “Tres pintors i un escultor”, presentada per J. V. Foix a Els Blaus de Sarrià. En aquesta mítica exposició avantguardista de la postguerra, l'encara adolescent August hi presenta les que han estat considerades com primeres abstraccions de la península.

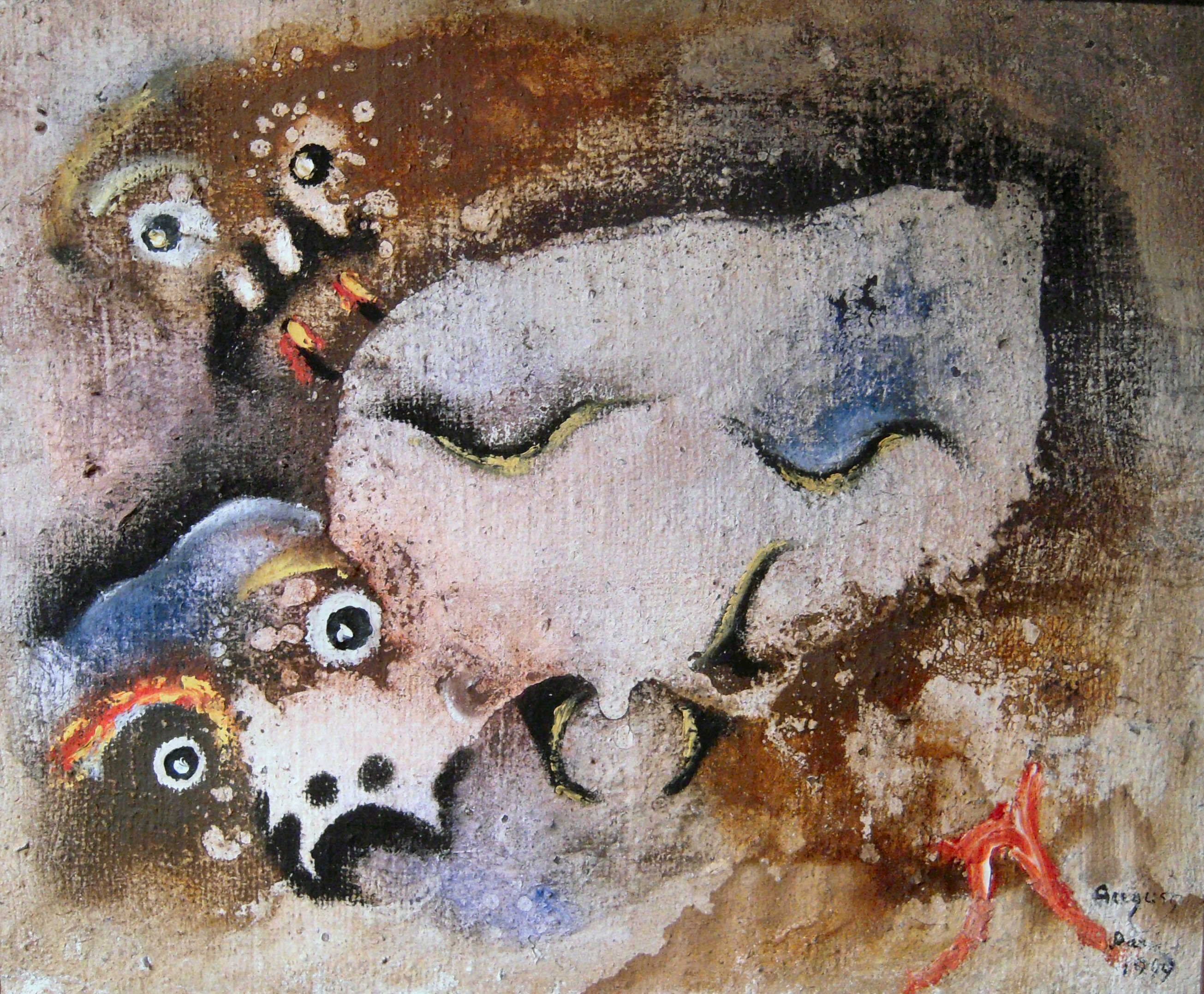
Les yeux fermés. París, 1948

Un any més tard, es trasllada a París amb la primera beca que concedeix l'Institut Francès després de la guerra civil. “París era una festa i jo tenia divuit anys”, escriu a les seves memòries. Instal·lat en el Col·legi d'Espanya de la Cité Universitaire, August s'integra ràpidament en els cercles culturals de la ciutat. El 1948, participa en el Quatrième Salon de Mai i a l'exposició Les Mains Éblouies. L'any següent, fa la seva primera exposició individual al Col·legi d'Espanya.
A Alger, convidat per la vídua del pintor impressionista Albert Marquet, hi realitza guaixos de gran colorit. A Itàlia contrau matrimoni amb la pintora suïssa Maria Scotoni.

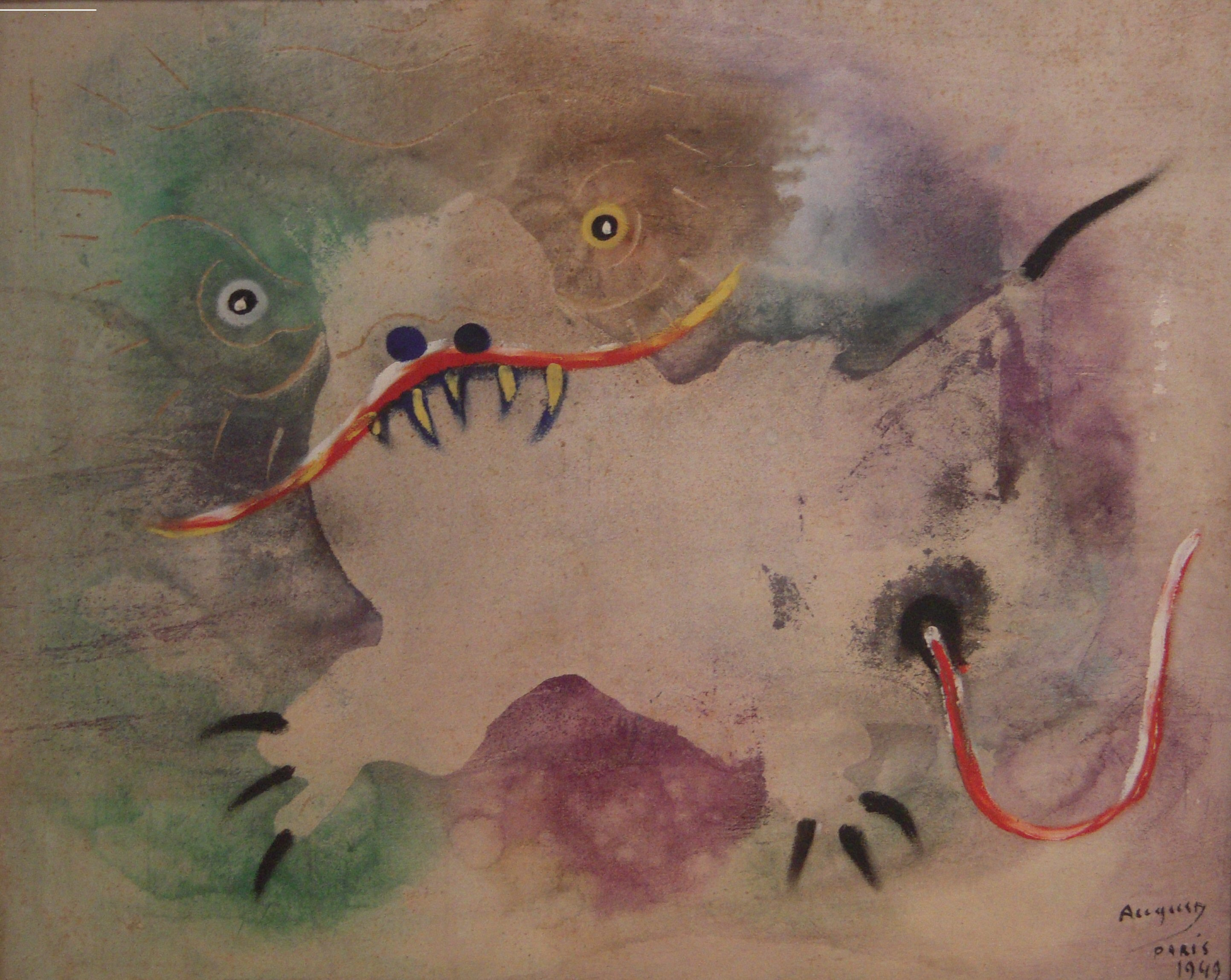
Le chien mécanique. París, 1949

Retornat a París, exposa a la Galerie Messages. Escriu Maria Lluïsa Borràs, crítica d'art, que Puig en la seva evolució artística, "deixa ja enrere qualsevol al·lusió a la figuració”.
El 1951, any en què neix el seu fill Pau, entra a formar part de la galeria de Simone Collinet, on es relaciona amb components del grup surrealista.
Un any més tard, passa una temporada a Ascona, Suïssa. A Zuric fa amistat amb el crític d'art Max Eichenberger, qui li presenta la galerista Hedwig Marbach.
Després de la ruptura del seu matrimoni torna a Paris el 1953. Coneix Ingrid Hellström, amb qui anirà a viure un any a Suècia. Pinta i fa ceràmica a Ystad. Realitza exposicions a Estocolm, Lund, Ystad i Göteborg.
La parella s'instal·la a Barcelona. L'any 1954 s'obre el que Juan Eduardo Cirlot anomenarà període heroic i que “correspon a l'etapa d'uns deu anys, en què Puig forja el seu llenguatge definitiu, definit pel color pur, el regalim que domina com un virtuós i l'obsessió per integrar l'atzar”.
El 1955, Puig viatja a Frankfurt, on signa un contracte amb Olaf Hudtwalcker i exposa a la seva galeria Frankfurter Kunstkabinett. La relació comercial amb Hedwig Marbach es formalitza l'any següent.

Tot i que alguns crítics, com ara Cirici Pellicer o el referit Cirlot, l'acullen favorablement i que el Club 49 li organitza una exposició individual, Puig es manté relativament al marge del món de l'art barceloní. Els esforços de promoció els concentra a l'exterior. Segurament va contribuir a la seva bona fortuna als mercats internacionals -l'artista va viure sempre exclusivament de la pintura- el fet que la seva companya dominés sis idiomes.

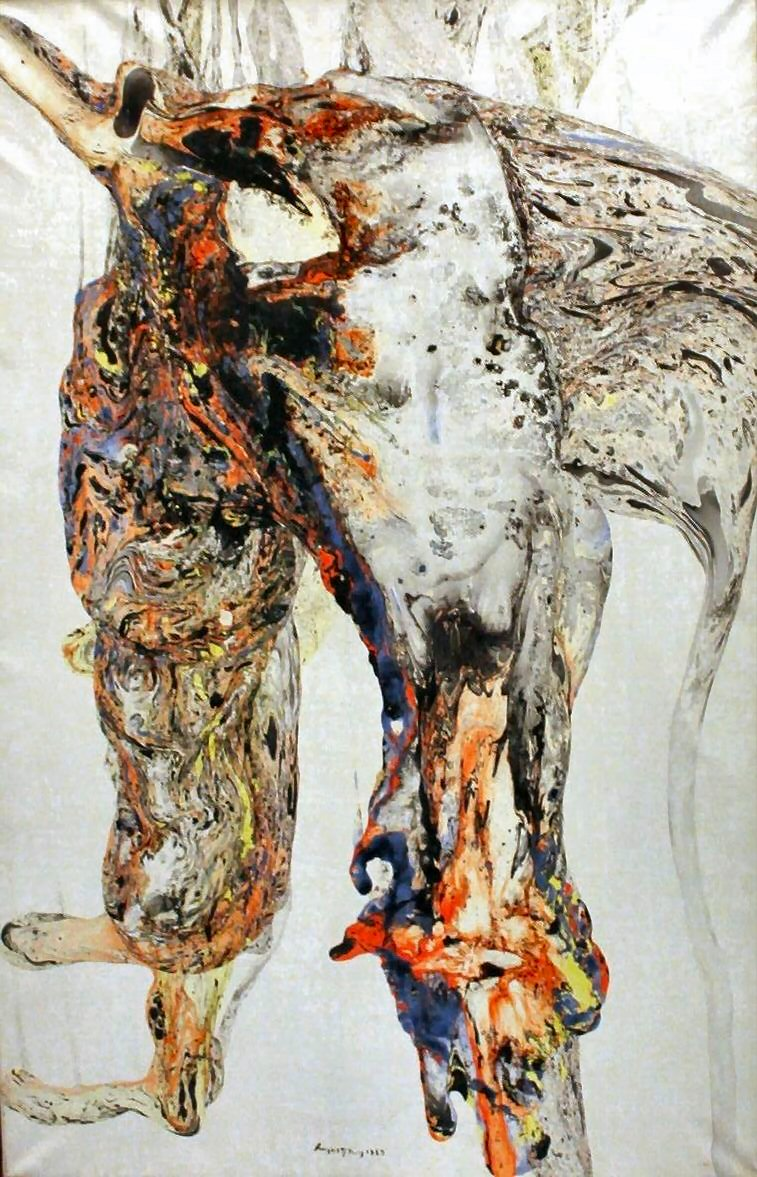
100 cm x 64,5 cm Oli sobre tela.

A l'inici de la dècada dels seixanta, Puig fa amistat amb Joan Guinjoan, amb qui col·laborarà en l'escenografia del Ballet dels Cinc Continents, estrenat al Gran Teatre del Liceu l'any 1968.
El 1962, Puig participa en l'exposició col·lectiva Modern Spanish Painting, organitzada per la Tate Gallery. Aquell mateix any, la Cúpula Coliseum li dedica una exposició individual. Amb tot, la seva primera exposició antològica, Puig la realitza a Alemanya, a la Kestner Geselschaft de Hannover, el 1963.
Vers la meitat dels anys seixanta, el pintor consolida el seu llenguatge amb lucidesa. Apareixen composicions complexes que anomena retaules o tríptics, alhora que relaciona entre si imatges de diferents composicions”.
El 1964, la Frankfurter Kunstverein, mostra la seva Tauromàquia. El mateix any el Col·legi d'Arquitectes de Barcelona presenta el Retablo del Duende (in memoriam de Carmen Amaya).
El 1967 Puig guanya el Premi Rainer III Prix International d'Art Contemporain del Principat de Mònaco. A Cadaqués, fa amistat amb Marcel Duchamp i John Cage.
La seva vena viatgera continua desperta. L'any 1969 passa la seva primera temporada als EUA. A Nova York viu a casa del pintor Gastón Orellana.
De nou a Europa, el 1970 mostra la sèrie Ebre 1938 (La passió segons Lucifer), al Märkisches Museum de Witten, Alemanya.

Quatre anys més tard, Puig signa un contracte d'exclusiva amb el galerista barceloní Manuel Barbié. Poc després, restaura una casa a la població empordanesa de Monells on, més endavant, fixarà la seva residència habitual. Barbié dona a conèixer la seva obra per tot Espanya. L'exposició més significativa d'aquesta nova etapa és la que fa al Museu d'Art Contemporani d'Eivissa.

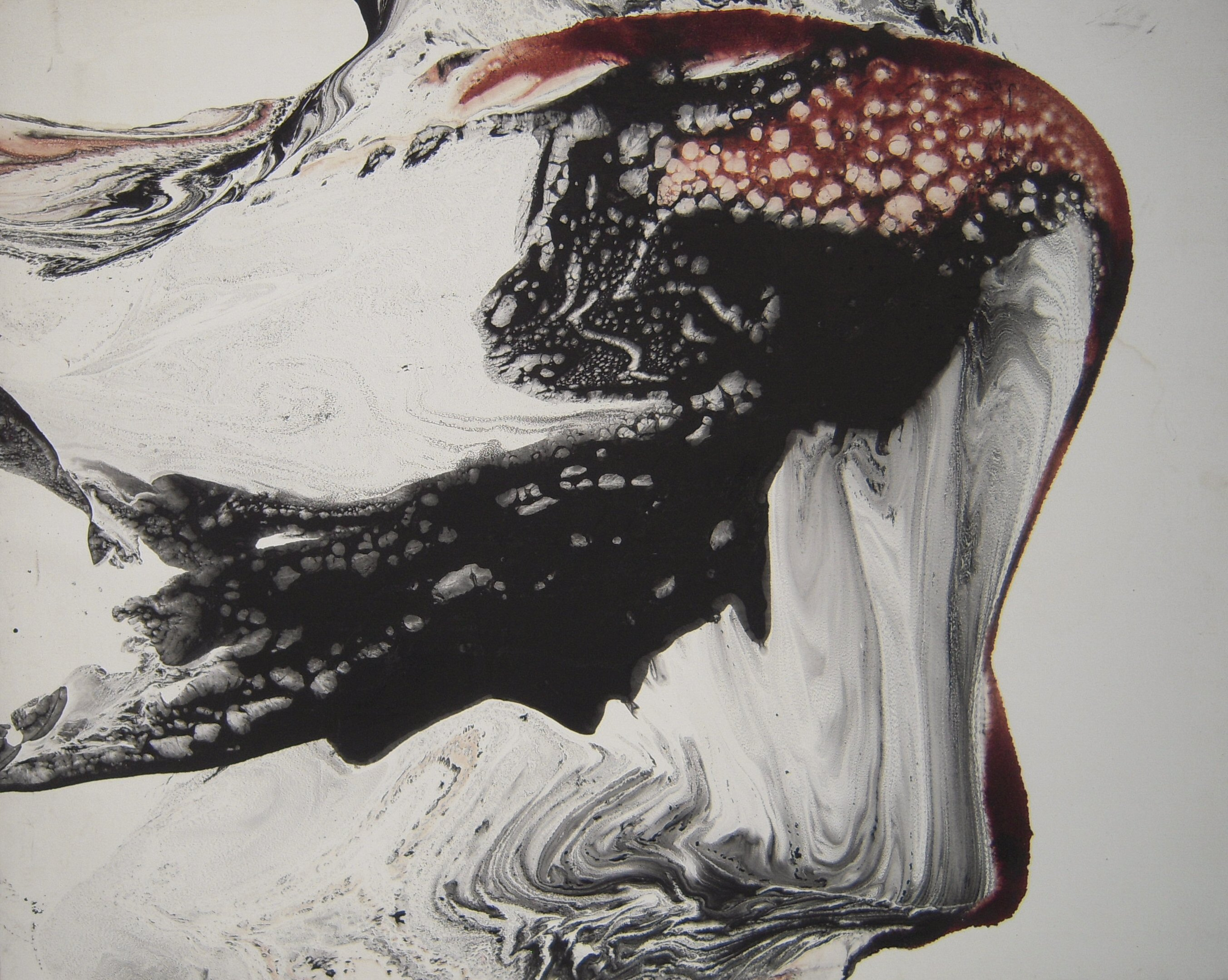
81 cm x 100 cm Oli sobre tela

El 1977, Puig representa Espanya amb una exposició antològica, fora de concurs, a la Biennal de São Paulo. La dècada acaba amb una altra antològica - aquest cop a la galeria Dau al Set.
“Als vuitanta prossegueix treballant per sèries (Sèrie Costa Brava) i aprofundeix en un llenguatge ja perfectament consolidat en grans formats de gran impacte”. Fora de Catalunya, exposa a la galeria Marbach de Berna, a Heppenheim (Alemanya) i a la galeria Bulowska de Malmö. A Suècia, signa un contracte amb la galeria G de Helsingborg.
A Monells, a l'entorn de l'artista, s'ha format una comunitat internacional de "músics, pintors, escriptors, escultors, arquitectes, grafistes, marxants o simplement curiosos, diletants de l'art i la cultura."

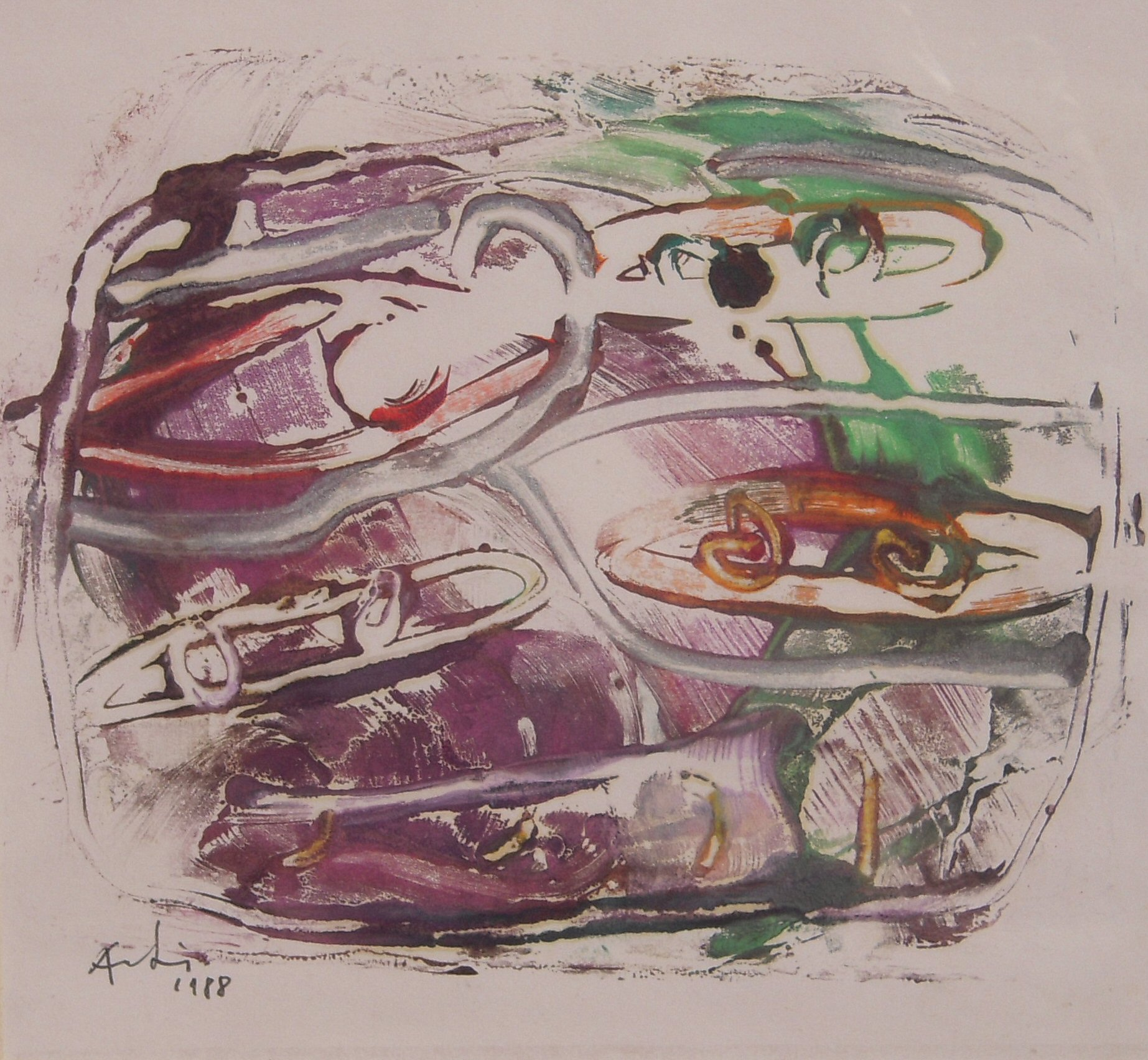
22 cm x 22 cm Cera sobre paper

L'any 1983, realitza l'exposició itinerant Màscares (amb fotos de Francesc Català Roca)', en homenatge a Charlie Rivel. La segona meitat de la dècada dels vuitanta és de treball intens al taller de Monells, en combinació amb viatges freqüents. Participa en un seguit d'exposicions col·lectives com ara Arte Español en Nueva York 1959-1970, Col·lecció Amos Cahan, a la Fundación Juan March de Madrid o 17 Pintors catalans i la Revolució Francesa organitzada per l'Institut Francès.

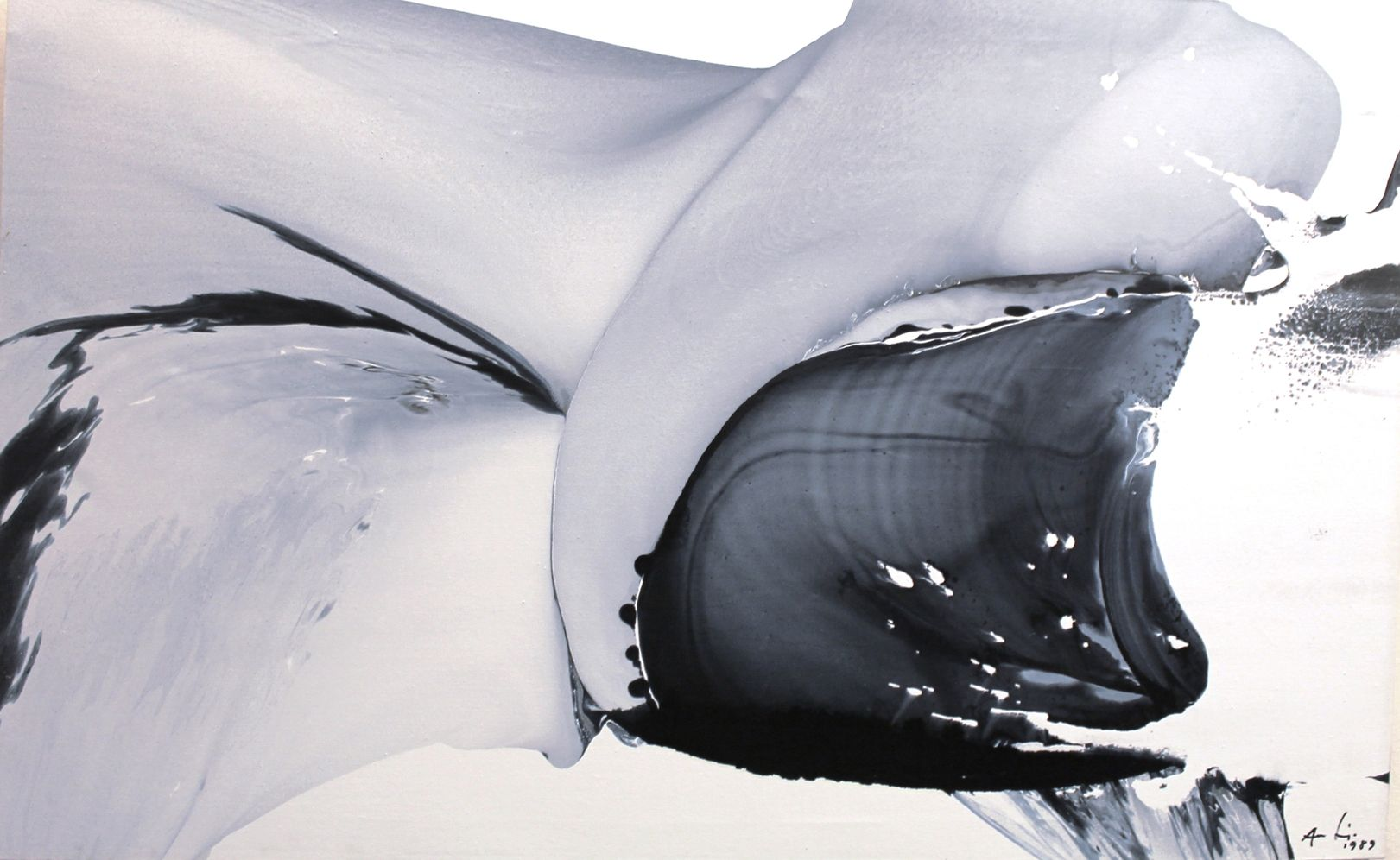
119 cm x 170 cm Oli sobre tela

En contrast amb la dècada anterior, “als anys noranta, prefereix el petit format i treballa l'oli sobre el paper en unes composicions de gran abast emotiu i poètic”.
El 1990, el Museu de l'Empordà de Figueres li dedica l'exposició monogràfica "August Puig, els anys de París, 1947-1953". L'any següent el pintor publica les seves memòries.

A més de les exposicions individuals, Puig continua participant en exposicions col·lectives al Centro Atlántico de Arte Moderno de Las Palmas de Gran Canaria, al Centre Cultural de la Fundació "la Caixa" o al Corum de Montpeller, entre d'altres.

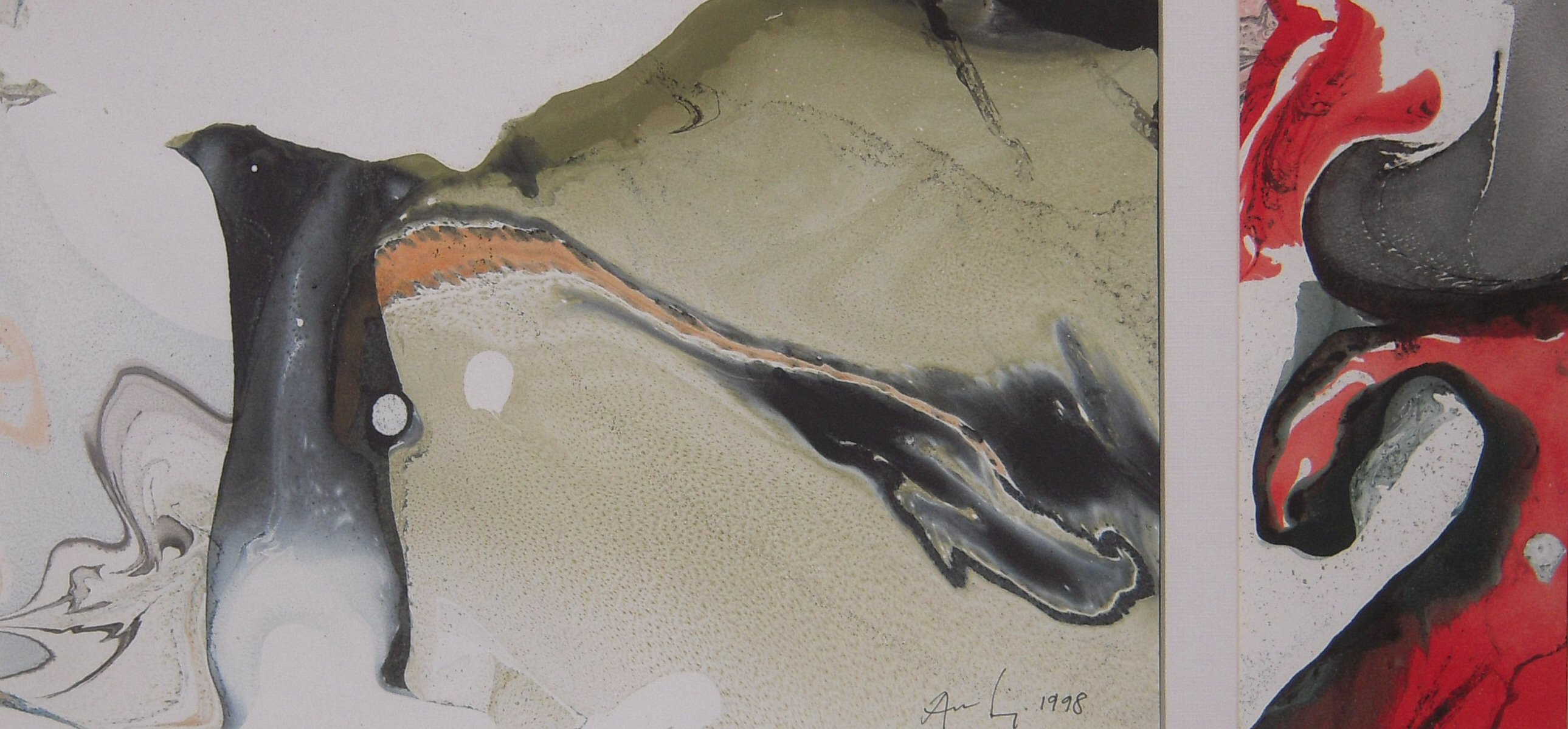
26 cm x 52 cm Oli sobre paper.

Quan no feia un any del seu traspàs, la Generalitat de Catalunya va organitzar una mostra institucional de l'artista, al Centre d'Art de Santa Mònica. Un any més tard, el Museu de l'Empordà va presentar-ne una antològica. El 2008, August Puig va ser objecte d'un homenatge especial a la II Feria MarbArt de Marbella i la sala Parés va mostrar-ne una retrospectiva.
La Casa de Cultura de Girona va exhibir, el 2010, una selecció dels seus “grans formats”. El mateix any va aparèixer el llibre August Puig – obra gráfica. El 2014, el Museo Gustavo de Maeztu d'Estella li va dedicar l'exposició "August Puig, 1929-1999. La fuerza del color". D'ençà la desaparició de l'artista, l'obra de Puig ha estat present en diverses exposicions col·lectives sobre l'informalisme català.